# Jim Caviezel
James Patrick Caviezel, detto Jim (Mount Vernon, 26 settembre 1968), è un attore e produttore cinematografico statunitense.
Caviezel ha preso parte numerose pellicole di successo ottenendo in molti casi il plauso da parte della critica specializzata. Egli è noto al grande pubblico per il ruolo di Gesù Cristo nel colossal La Passione di Cristo  (2004), la cui interpretazione è stata definita dal famoso critico cinematografico Roger Ebert come «eroica e formidabile».
Ha principalmente recitato in pellicole thriller e d'azione spesso interpretando personaggi con una personalità sfaccettata, il noto sito di critica cinematografica Rotten Tomatoes lo descrive come un attore «Con un'avvincente presenza sullo schermo e un affascinante look hollywoodiano».
I suoi film hanno incassato oltre 2,5 miliardi di dollari in tutto il mondo.

## Biografia

### Infanzia e gioventù
Nato da Jim, un medico di origine svizzera e slovacca, e Maggie, una casalinga irlandese, cresce in una famiglia fortemente religiosa. Il suo percorso individuale e tutte le sue scelte di vita saranno profondamente influenzati dalla fede cattolica. Nel 1984 frequenta la Mount Vernon High School, ma si trasferisce dopo soli due anni alla O'Dea High School.
La primavera successiva si trasferisce ancora, alla Burien Kennedy High School di Seattle, dove eccelle nella squadra di basket, fino al diploma, nel 1987.
Frequenta quindi il Bellevue Community College e continua a giocare a pallacanestro con ottimi risultati nella squadra del college, ma un infortunio a un piede pone prematuramente fine alla sua carriera di cestista e al suo sogno di giocare nell'NBA. È allora che rivolge la sua attenzione alla recitazione.

### Esordio e carriera

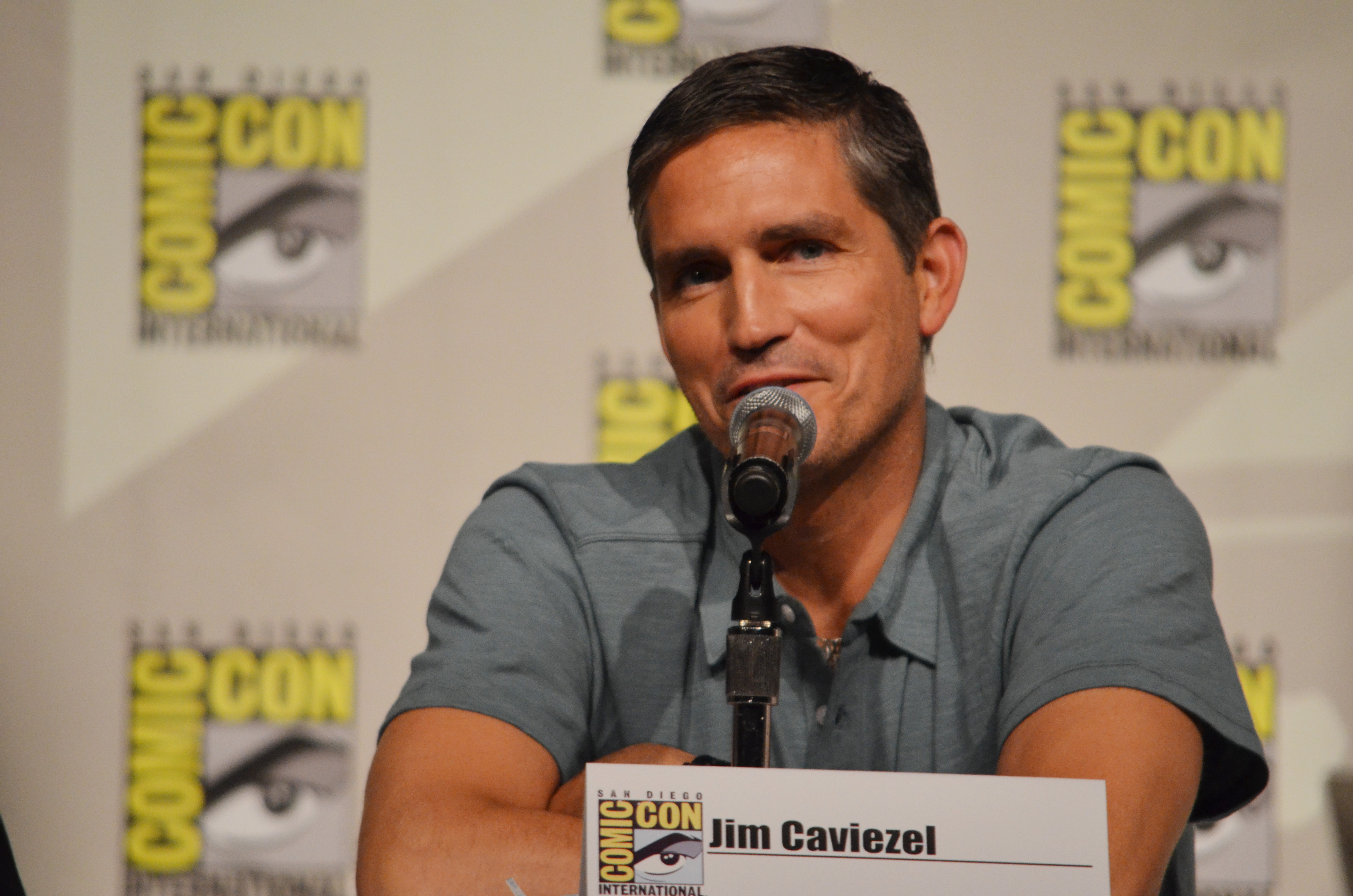
Jim Caviezel nel corso di una conferenza

Nel 1990 partecipa alle audizioni per una parte nel film indipendente Belli e dannati (1991) di Gus Van Sant, nel ruolo di un impiegato della compagnia aerea. L'anno seguente si trasferisce a Los Angeles, dove lavora come cameriere tra un'audizione e l'altra. Ottiene ancora dei piccoli ruoli in La notte dell'imbroglio (1992) e Wyatt Earp (1994), e partecipazioni nei telefilm Blue Jeans e La signora in giallo. Lavora con altri registi quali Michael Bay nel film The Rock (1996) e Ridley Scott in Soldato Jane (1997).
Solo nel 1998 riceve l'attenzione della critica e del pubblico per il ruolo del soldato idealista Witt ne La sottile linea rossa (1998) di Terrence Malick. L'anno successivo arrivano ulteriori riconoscimenti per i ruoli in Cavalcando col diavolo (1999) di Ang Lee, Frequency - Il futuro è in ascolto (2000) e Un sogno per domani (2000).
Nel 2001 il ruolo drammatico e romantico di Catch / Steve Lambert in Angel Eyes - Occhi d'angelo, accanto a Jennifer Lopez, lo rende popolare anche al grande pubblico. Nel 2002, durante le riprese di High Crimes - Crimini di stato, l'attore rifiuta le scene d'amore con la sua partner Ashley Judd perché contrarie alla sua forte ispirazione alla morale cattolica. 
Nello stesso periodo è protagonista del film di successo Montecristo (2002) e prende parte al cast della pellicola Io sono David (2003).

### Il successo commerciale:La passione di Cristo

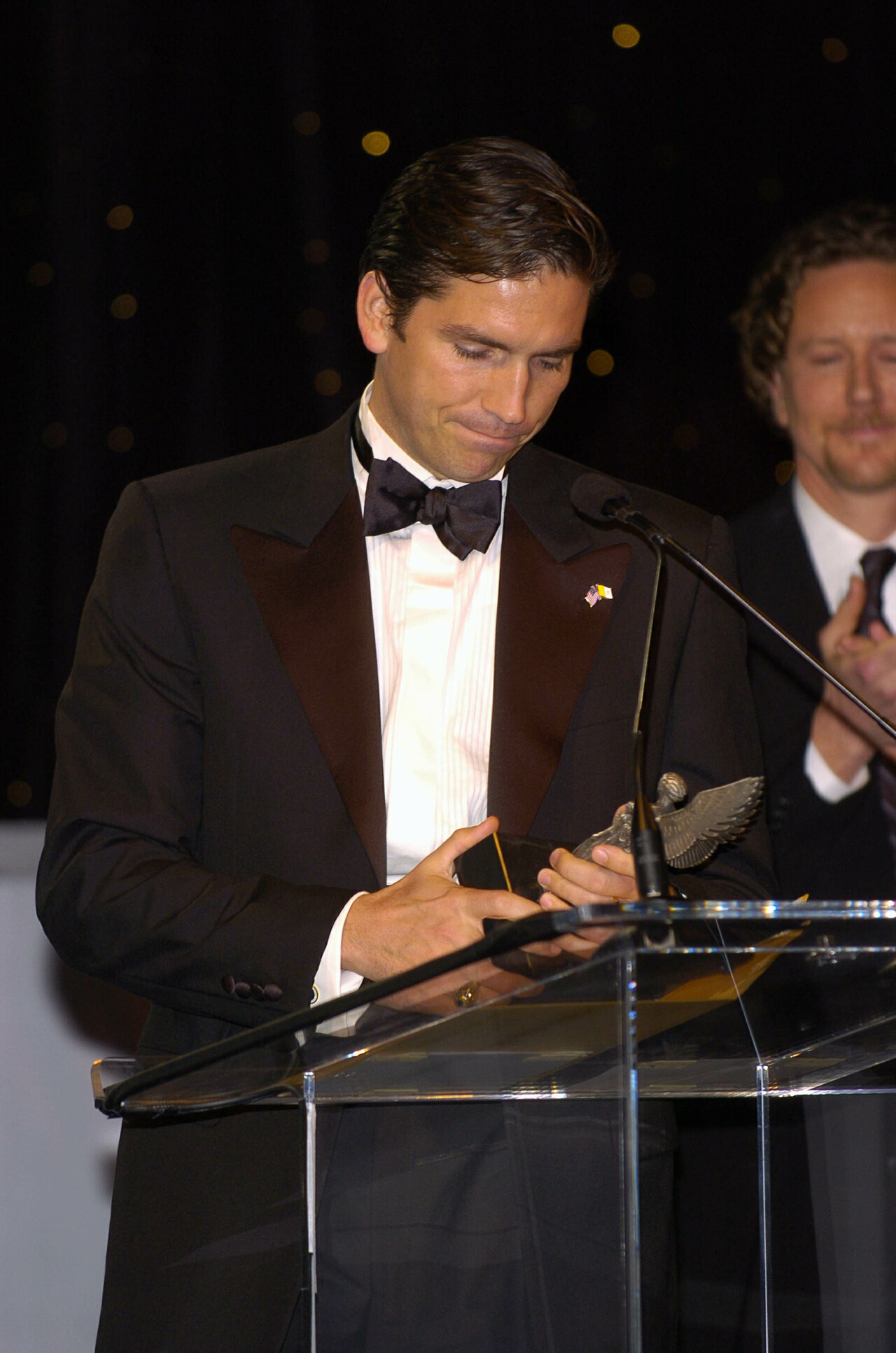
Jim Caviezel durante la premiazione dei Movieguide Awards nel 2005

La consacrazione definitiva avverrà quando Mel Gibson lo chiama a interpretare Gesù di Nazareth nella pellicola colossal La passione di Cristo (2004); il film ottiene un ampio successo commerciale e viene in seguito candidato a tre Premi Oscar. Il film, in totale, ha incassato oltre 600 milioni di dollari.
Dopo tale successo Caviezel prende parte ad alcune pellicole di discreta notorietà tra le quali Identità sospette (2006) e Déjà vu - Corsa contro il tempo (2006).
Un'altra pellicola di successo fu Outlander - L'ultimo vichingo (2009), film in cui impersona un marine dello spazio, al fianco di attori affermati come Ron Perlman e John Hurt.

### Gli anni successivi
Dal 2011 al 2016 è inoltre il protagonista della serie televisiva di spionaggio thriller della CBS Person of Interest, nel ruolo di John Reese. Tale serie  riscuote un buon successo di critica e di pubblico. Nel 2012 egli prende parte al film d'azione Transit che riscuote un discreto successo. Nel 2013 Caviezel compare nel film Escape Plan - Fuga dall'inferno film in cui lavora al fianco di Sylvester Stallone e Arnold Schwarzenegger.

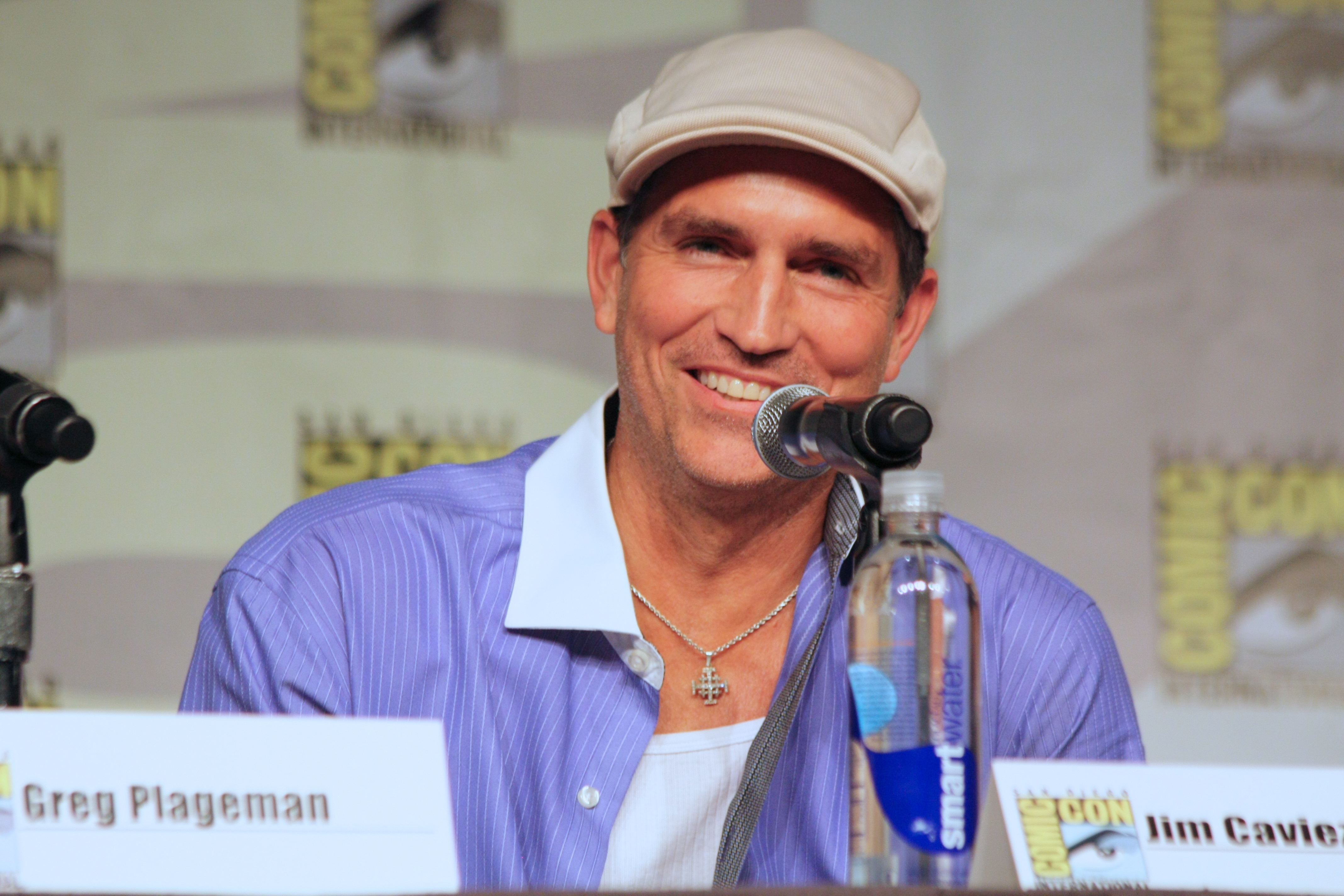
Jim Caviezel nel 2013 durante la presentazione della serie TV Person of Interest

Nello stesso periodo Jim partecipa a vari documentari legati al mondo del cattolicesimo e si avventura in alcune pellicole sulla storia cristiana, una su tutte Paolo - Apostolo di Cristo (2018).

### Il successo ritrovato
Nel 2023, Caviezel, prende parte al thriller Sound of Freedom - Il canto della libertà, pellicola che riscuote un grande successo al botteghino, riuscendo a incassare oltre 200 milioni di dollari in tutto il mondo. 
Nonostante ciò il film venne presto attaccato e fu al centro di una controversia a causa della natura della trama che, secondo i critici, appoggerebbe varie teorie del complotto sostenuto dal gruppo QAnon riguardo l'abuso di minori da parte dell'élite mondiale.
Nel 2024 viene confermato il sequel de La Passione di Cristo a cui lo stesso Caviezel prenderà parte (sempre nei panni di Gesù di Nazareth) e che sarà diretto da Mel Gibson, proprio come il primo film.

## Vita privata
Ha sposato nel 1996 Kerri Browitt, un'insegnante liceale di inglese. La coppia ha adottato tre bambini cinesi.

## Posizioni politiche e religiose
Caviezel è tra gli attori statunitensi repubblicani schierati a destra. Crede in varie teorie del complotto e si è espresso in favore di Donald Trump.
Al suo impegno di attore, egli alterna ormai in modo sistematico conferenze, incontri e dibattiti a sfondo teologico e religioso; non ha esitato inoltre a pronunciarsi in modo categorico contro alcune proposte di legge del Congresso degli Stati Uniti che si discostavano dai valori cristiani.

## Filmografia

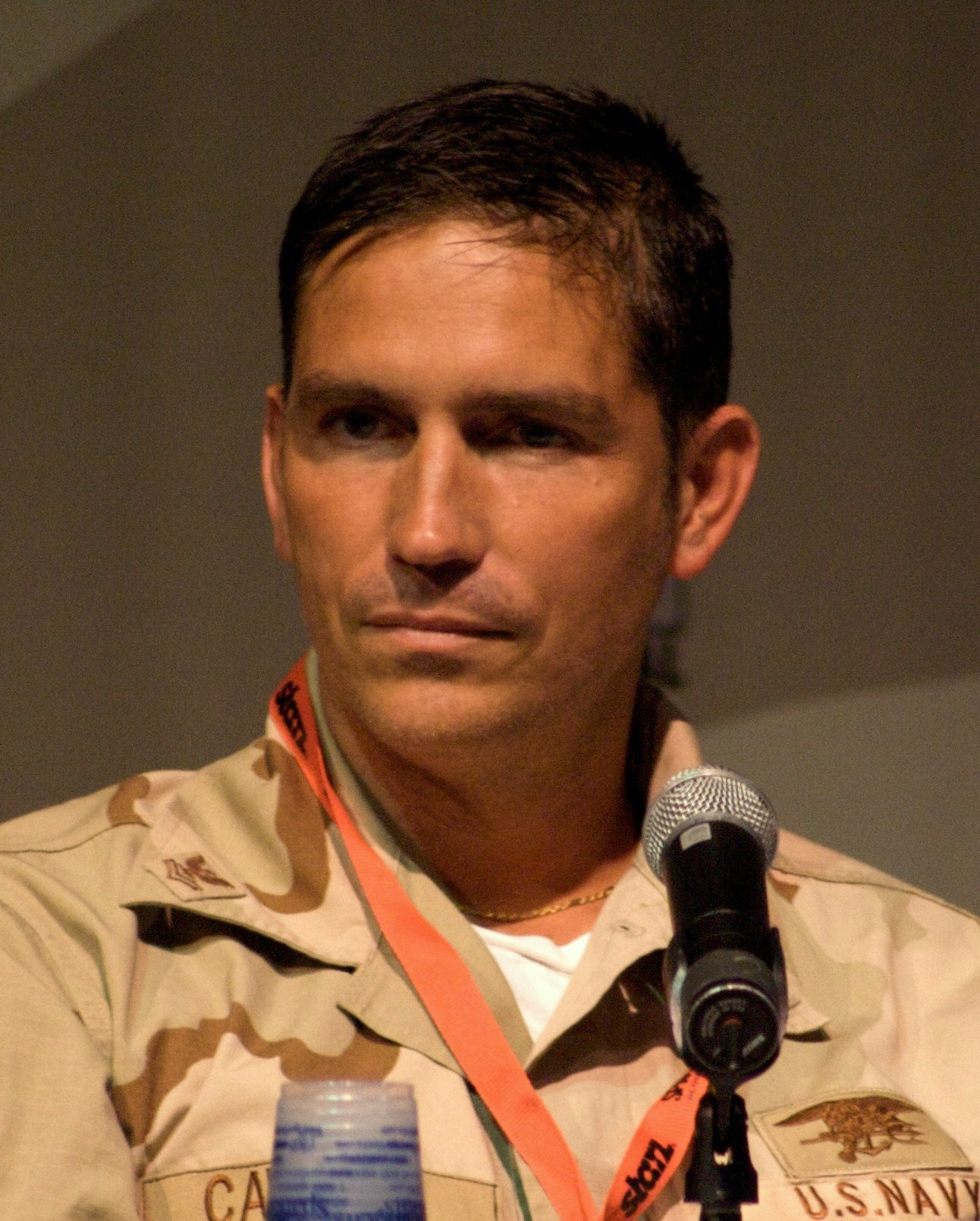
Jim Caviezel nel 2009

### Cinema
- Belli e dannati (My Own Private Idaho), regia di Gus Van Sant (1991)
- La notte dell'imbroglio (Diggstown), regia di Michael Ritchie (1992)
- Wyatt Earp, regia di Lawrence Kasdan (1994)
- Blue Chips - Basta vincere (Blue Chips), regia di William Friedkin (1994) – non accreditato
- Ed - Un campione per amico (Ed), regia di Bill Couturie (1996)
- The Rock, regia di Michael Bay (1996)
- Soldato Jane (G.I. Jane), regia di Ridley Scott (1997)
- La sottile linea rossa (The Thin Red Line), regia di Terrence Malick (1998)
- Cavalcando col diavolo (Ride with the Devil), regia di Ang Lee (1999)
- Frequency - Il futuro è in ascolto (Frequency), regia di Gregory Hoblit (2000)
- Un sogno per domani (Pay it Forward), regia di Mimi Leder (2000)
- Madison - La freccia dell'acqua (Madison), regia di William Bindley (2001)
- Angel Eyes - Occhi d'angelo (Angel Eyes), regia di Luis Mandoki (2001)
- Montecristo (The Count of Monte Cristo), regia di Kevin Reynolds (2002)
- High Crimes - Crimini di stato (High Crimes), regia di Carl Franklin (2002)
- Io sono David (I Am David), regia di Paul Feig (2003)
- Highwaymen - I banditi della strada (Highwaymen), regia di Robert Harmon (2004)
- The Final Cut, regia di Omar Naim (2004)
- La passione di Cristo (The Passion of the Christ), regia di Mel Gibson (2004)
- Bobby Jones - Genio del golf (Bobby Jones: Stroke of Genius), regia di Rowdy Herrington (2004)
- Identità sospette (Unknown), regia di Simon Brand (2006)
- Déjà vu - Corsa contro il tempo (Déjà vu), regia di Tony Scott (2006)
- Long Weekend (Nature's Grave), regia di Jamie Blanks (2008)
- The Stoning of Soraya M., regia di Cyrus Nowrasteh (2008)
- Outlander - L'ultimo vichingo (Outlander), regia di Howard McCain (2009)
- Transit, regia di Antonio Negret (2012)
- Escape Plan - Fuga dall'inferno (Escape Plan), regia di Mikael Håfström (2013)
- Savannah, regia di Annette Haywood-Carter (2013)
- Il tempo di vincere (When the Game Stands Tall), regia di Thomas Carter (2014)
- The Ballad of Lefty Brown, regia di Jared Moshe (2017)
- Paolo - Apostolo di Cristo (Paul, Apostle of Christ), regia di Andrew Hyatt (2018)
- Tutto l'amore per Grace, (Running for Grace), regia di David L. Cunningham (2018)
- Infidel, regia di Cyrus Nowrasteh (2020)
- Sound of Freedom - Il canto della libertà (Sound of Freedom), regia di Alejandro Monteverde (2023)
- Sweetwater, regia di Martin Guigui (2023)

### Televisione
- Blue Jeans (The Wonder Years) – serie TV, episodio 5x17 (1992)
- La signora in giallo (Murder, She Wrote) – serie TV, episodio 11x9 (1995)
- Children of the Dust, regia di David Greene – miniserie TV (1995)
- The Prisoner, regia di Nick Hurran – miniserie TV, 6 episodi (2009)
- Person of Interest – serie TV, 103 episodi (2011-2016) – John Reese

### Documentari
- Guadalupe: The Miracle and the Message - narratore (2015)
- Liberating a Continent: John Paul II and the Fall of Communism - narratore (2016)
- The Face of Mercy - narratore (2016)
- John Paul II in Ireland: A Plea for Peace - narratore (2018)

## Riconoscimenti e premi
- 1999 – Chicago Film Critics Association Award
  - Candidatura Miglior attore debuttante per La sottile linea rossa
- 2004 – MTV Movie Award
  - Candidatura Miglior performance maschile per The Passion of the Christ

## Doppiatori italiani
Nelle versioni in italiano delle opere in cui ha recitato, Jim Caviezel è stato doppiato da:
- Francesco Prando in Montecristo, Person of Interest, Transit, Paolo - Apostolo di Cristo, Infidel, Sound of Freedom - Il canto della libertà
- Riccardo Rossi in High Crimes - Crimini di stato, Highwaymen - I banditi della strada, The Final Cut, Bobby Jones - Genio del golf, The Prisoner
- Loris Loddi in La sottile linea rossa, Il tempo di vincere
- Francesco Bulckaen in Frequency - Il futuro è in ascolto, Angel Eyes - Occhi d'angelo
- Fabio Boccanera in Déjà vu - Corsa contro il tempo, Long Weekend
- Andrea Ward in La signora in giallo
- Massimiliano Virgilii in Wyatt Earp
- Roberto Draghetti in Ed - Un campione per amico
- Roberto Certomà in Cavalcando col diavolo
- Luigi Ferraro in Un sogno per domani
- Massimo De Ambrosis in Madison - La freccia dell'acqua
- Daniele Raffaeli in Io sono David
- Vittorio De Angelis in Identità sospette
- Fabrizio Pucci in Outlander - L'ultimo vichingo
- Simone D'Andrea in Escape Plan - Fuga dall'inferno